# Anisme
L'anisme o defecació dissinèrgica és el fracàs de la relaxació normal dels músculs del sòl pelvià durant l'intent de defecació. Pot ocórrer tant en nens com en adults, i en homes i dones (tot i que és més freqüent en dones). Pot ser causada per defectes físics o pot ocórrer per altres motius o motius desconeguts. Es podria considerar que l'anisme que té una causa conductual té similituds amb la parcopresi o la retenció fecal psicogènica.
Els símptomes inclouen tenesme (sensació de buidatge incomplet del recte després de la defecació) i restrenyiment. La retenció de femta pot provocar càrrega fecal (retenció d'una massa de femta de qualsevol consistència) o impacció fecal (retenció d'una massa de femta dura). Aquesta massa pot estirar les parets del recte i del còlon, provocant el megarecte i/o el megacòlon, respectivament. Les femtes líquides poden filtrar-se al voltant d'una impacció fecal, possiblement causant graus d'incontinència fecal líquida. Això sol anomenar-se encopresi.
L'anisme sol tractar-se amb ajustos dietètics, com ara suplements de fibra dietètica. També es pot tractar amb un tipus de teràpia de bioretroalimentació, durant la qual s'introdueix una sonda sensor al canal anal de la persona per tal de registrar les pressions que exerceixen els músculs del sòl pelvià. Aquestes pressions són retroalimentades visualment al pacient mitjançant un monitor que pot recuperar el moviment normal coordinat dels músculs després d'unes quantes sessions.
Alguns investigadors han suggerit que l'anisme és una afecció sobrediagnosticada, ja que es va demostrar que les investigacions estàndard o l'examen rectal digital i la manometria anorectal provocaven una contracció paradoxal de l'esfínter en controls sans, que no tenien restrenyiment ni incontinència. A causa de la naturalesa invasiva i potser incòmoda d'aquestes investigacions, es creu que la musculatura del sòl pelvià es comporta de manera diferent que en circumstàncies normals. Aquests investigadors van arribar a la conclusió que la contracció paradoxal del sòl pelvià és una troballa freqüent en persones sanes, així com en persones amb restrenyiment crònic i incontinència de femta, i que representa una troballa inespecífica o un artefacte de laboratori relacionat amb condicions adverses durant l'examen, i que el veritable anisme és realment rar.